# 平公雅
平公雅（生沒年不詳）是日本平安時代中期的武將。與平公正、平公雄、平忠望皆是同一人物。
平良兼的長子，弟為公連，公元，子為致秋、致成、致頼。任安房守、武藏守、右衛門少尉、從四位下。
因負責淺草寺堂塔伽藍的重建而為人知。